# Alonso de Orozco
San Alonso de Orozco (Oropesa (Toledo), 17 de octubre de 1500 – Madrid, 19 de septiembre de 1591), religioso y escritor místico español del Siglo de Oro.

## Biografía

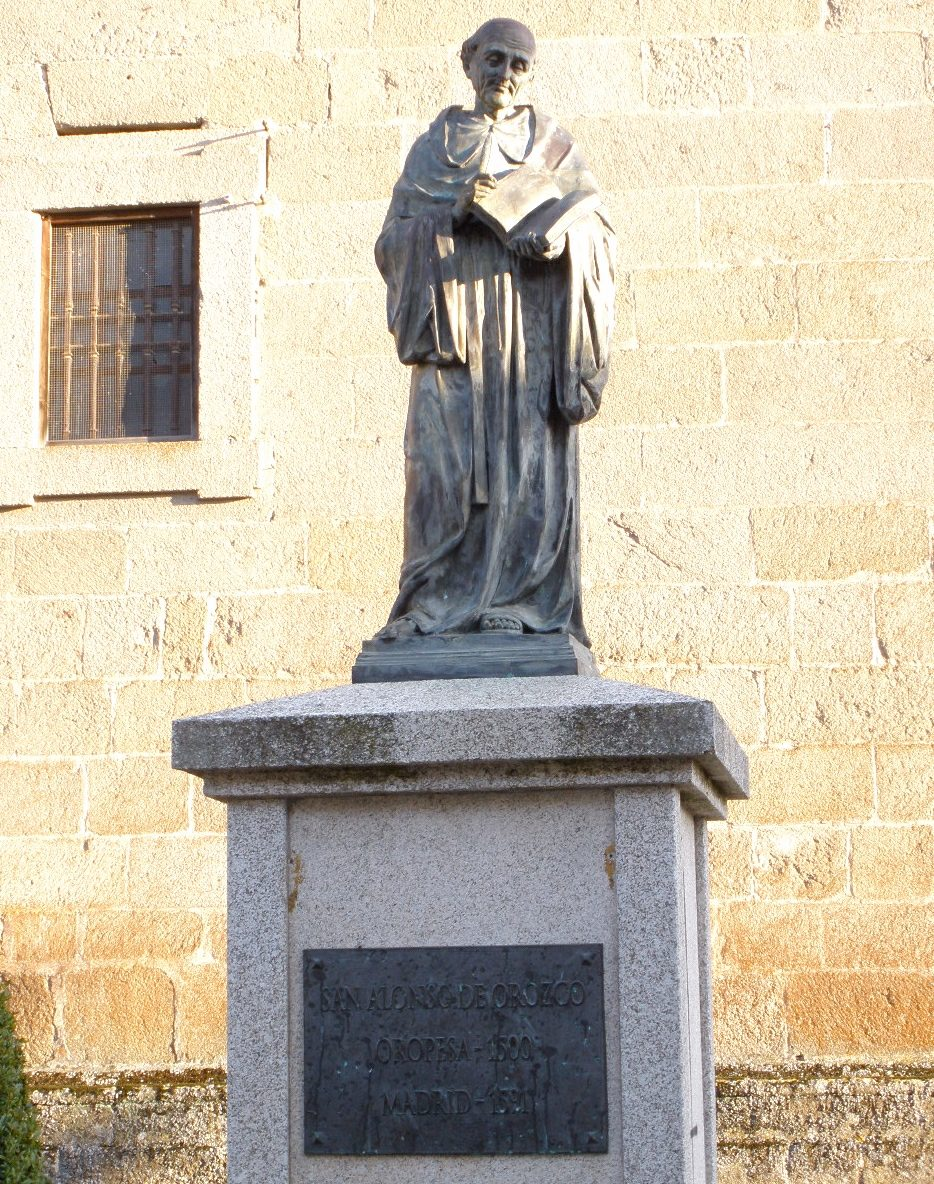
Estatua de San Alonso de Orozco en Oropesa, inaugurada por el Papa León XIV cuándo aún era prior de la Orden de San Agustín

De origen noble, nació en la localidad toledana de Oropesa, y estudió en Talavera de la Reina y en la Universidad de Salamanca. En 1520 Santo Tomás de Villanueva le incitó a ingresar en la Orden de San Agustín, y allí profesó en 1523. Se ordenó sacerdote en 1527. De
De niño sirvió como seise en la Catedral de Toledo. Allí estudió el arte de la música, que después amó con pasión. 
Entre 1530 y 1537 fue conventual en Medina del Campo. En 1538, prior de Soria y en 1540 de Medina. Al año siguiente, 1541, le nombraron definidor de la provincia de España. Entre 1542 y 1544 fue prior de Sevilla y entre 1544 y 1548, de Granada, y desde 1545, visitador de Andalucía. En 1542 contó que tuvo un sueño en Sevilla en el cual la Virgen le ordenó que escribiera; ese fue el origen de su obra literaria. 
En 1549 se embarcó como misionero hacia México, pero enfermó y tuvo que volver. En 1554, siendo prior del convento de Valladolid, Carlos V le nombró predicador real y pasó a Madrid cuando se trasladó allí la Corte en 1561, al convento de San Felipe el Real. Fundó numerosos conventos; entre ellos, en 1589, el primer convento de Agustinas Recoletas, el de Santa Isabel.
Al morir en 1591 gozaba de fama de gran santidad, y testificaron en su proceso de beatificación Lope de Vega y Francisco de Quevedo, así como importantes nobles. Fue finalmente beatificado por el papa León XIII el 15 de enero de 1882, y canonizado por Juan Pablo II el 19 de mayo de 2002.
Sus restos resposan desde 1978 en Madrid, en la iglesia del convento (y escuela infantil) de agustinas de San Alonso de Orozco, en la calle de La Granja.

## Obras
Alonso de Orozco escribió obra latina y castellana. Ya en su época se editó una Recopilación de todas las obras (1554); en el siglo XIX, Obras (1895-1896) y en el XXI la Biblioteca de Autores Cristianos (BAC) ha emprendido la edición de sus Obras completas (2001-). La Real Academia de la Historia recoge una lista de sus escritos.
Su tratado en latín Consideraciones acerca de los nombre de Cristo influyó en los diálogos de fray Luis de León sobre la misma materia, De los nombres de Cristo.
- Regla de vida cristiana, 1542
- Vergel de oración y Monte de contemplación, 1544
- Consideraciones acerca de los nombres de Cristo, 1544
- Memorial de amor santo, 1545
- Crónica del glorioso Padre y Doctor de la Yglesia sant Augustin y de los santos beatos y de los doctores de su orden, 1544-1546
- Desposorio espiritual, 1551
- Examen de conciencia, 1551
- Regimiento del alma, 1551
- Contemplando el crucifijo, 1551
- Tratado de la Pasión de Jesucristo en siete soliloquios
- Las siete palabras que la Virgen Sacratísima Nuestra Señora habló, 1556
- Bonum certamen, 1562
- Historia de la reina de Saba, 1565
- Victoria del mundo, 1566
- Epistolario cristiano para todos los estados, 1567
- Arte de amar a Dios y al prójimo, 1567, 1585
- Catecismo provechoso, 1568
- Annotationes in Canticum Beatae Virginis, 1568
- Escala de perfección, 1570
- Declamationes quadragesimales, 1570
- Libro de la suavidad de Dios, 1576
- Libro de la Verdad, 1576
- Vidas y martirios de los bienaventurados san Juan Baptista y san Juan Evangelista, 1580
- Commentaria quaedam in Cantica Canticorum, 1581
- Victoria de la muerte, 1583
- Tratado de la corona de Nuestra Señora, 1588
- Alphabetum oratorum, 1588
- Guarda de la lengua, 1590
- Las confesiones del pecador fray Alonso de Orozco, escritas en 1580, (publicadas en Valladolid en 1601)